# Gerina Piller
Gerina Michelle Mendoza Piller (nascida em 29 de março de 1985) é uma golfista profissional norte-americana que atualmente joga nos torneios do Circuito LPGA.
No golfe dos Jogos Olímpicos de Verão de 2016, realizados no Rio de Janeiro, Brasil, terminou sua participação na competição de jogo por tacadas individual feminino em décimo primeiro lugar, representando Estados Unidos.